# Callistola omalleyi
Callistola omalleyi es un coleóptero de la familia Chrysomelidae.
Fue descrita científicamente por primera vez en 1960 por Gressitt.